# Reutte

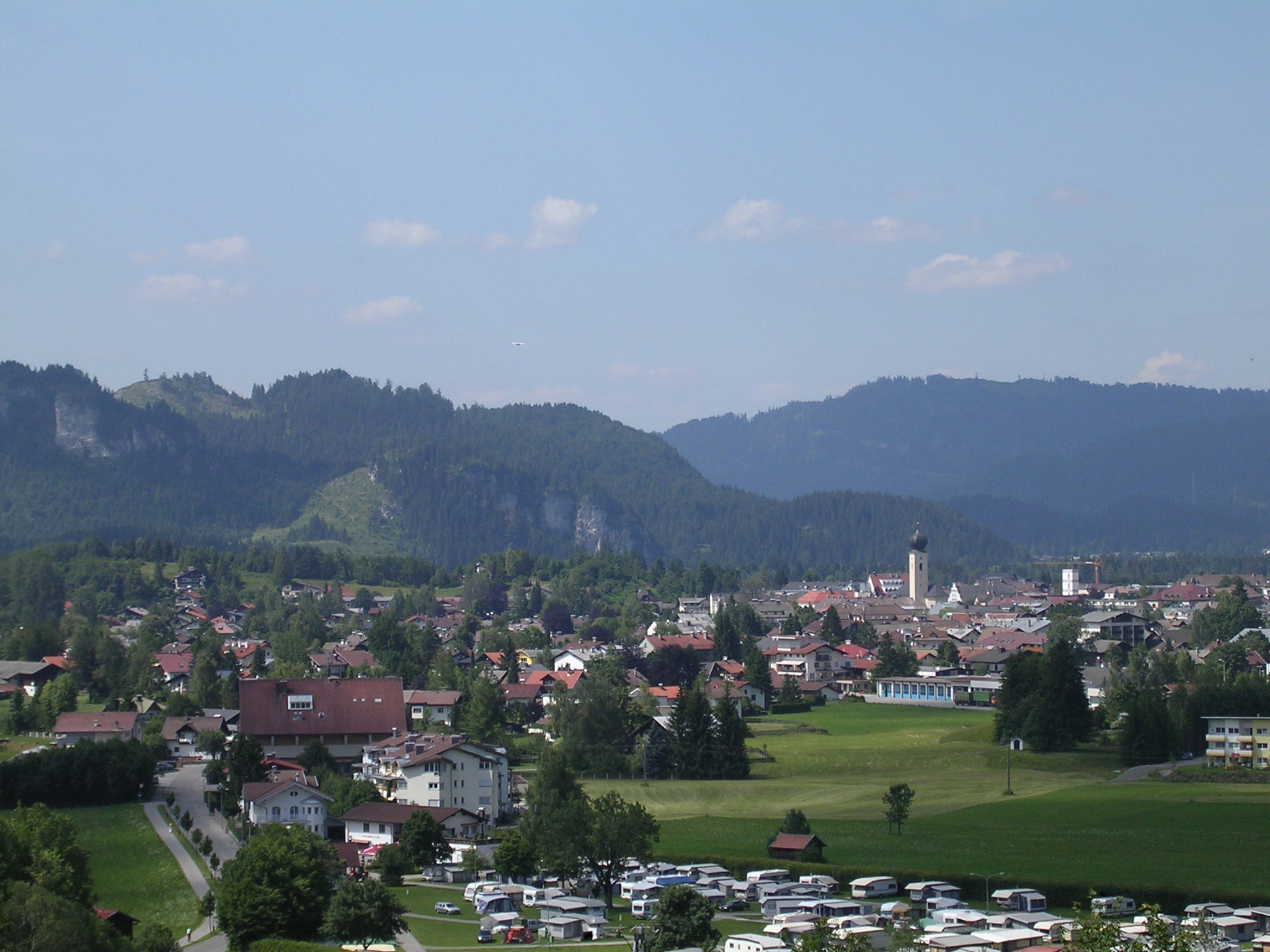
Vista de Reutte.

Reutte es una ciudad comercial en el Tirol, Austria. Es el centro administrativo del distrito Reutte. Reutte está ubicado en el río Lech, y tiene una población de 6,210 habitantes (2013).

## Escudo de armas
El escudo de armas de Reutte muestra tres abetos en tres colinas, representando la gran cantidad de madera aprovechable en esta región. La palabra "Reutte" tiene su origen en "roden" o "reuten" y significa que Reutte es un claro. El fondo con las rayas rojas y blancas representa el estado y la república.

## Municipios adyacentes y hermandades de ciudades
Los municipios adyacentes y pueblos son: Breitenwang, Ehenbichl, Lechaschau und Pflach.
- Eashi en Japón es la ciudad de emparejamiento desde 1991.

## Historia
Reutte está ubicada sobre la Via Claudia Augusta, un camino romano, que va desde Italia hasta Alemania.
Reutte fue declarada ciudad comercial por Segismundo en 1489. Esto fue confirmado luego por Maximiliano I e incluso le agregó más derechos. Las personas de Reutte recuerdan ese día en un festival, que se lleva a cabo cada año en el primer sábado en agosto.
Durante los tiempos cuando Austria pertenecía a Alemania, hubo un puesto avanzado del Campo de concentración de Dachau llamado "Plansee Breitenwald".
En abril de 1945, las tropas estadounidenses de la 44 División de Infantería llegaron a Reutte. A los soldados estadounidenses se les había prevenido que estuvieran preparados para fuertes ataques, pero no hubo casi resistencia por parte de las fuerzas del Eje.
Dado que Reutte está conectada con otras partes importantes de Tirol sólo a través del Fern Pass, el transporte internacional y las conexiones económicas con la Unión Europea, especialmente a Alemania, se están haciendo cada vez más importantes.